# Aphaenogaster kervillei
Aphaenogaster kervillei é uma espécie de inseto do gênero Aphaenogaster, pertencente à família Formicidae.